# Per Gessle
Per Håkan Gessle (pronunciación en sueco: /ˈpæːr ˈhôːkan ˈɡɛ̂sːlɛ/ (escucharⓘ); (Halmstad, 12 de enero de 1959) es un cantante, compositor y guitarrista sueco reconocido por ser la mitad masculina y el principal autor del catálogo musical del dúo sueco  Roxette  que integró junto a Marie Fredriksson entre los años 1986 y 2019, año del fallecimiento de la cantante. El dúo alcanzó el éxito internacional a finales de la década del 80 cuando su disco Look Sharp! llegó a tierras norteamericanas de la mano del estudiante de intercambio comercial Dean Cushman quien en forma insistente convenció a la radio local KDWB-FM para reproducir The Look, canción, escrita por Per, que habría de llegar al #1 del Billboard Hot 100. Posterior a ello con Roxette habría de llegar al #1 del Billboard Hot 100 con otras 3 canciones: Listen to your heart, (escrita por él junto a Mats Persson) también del álbum Look Sharp!; It must have been love, que integró la banda sonora del film Pretty Woman en 1990, y Joyride, sencillo del álbum homónimo publicado en 1991. Posterior a ello mantuvieron una carrera exitosa con diversos hits durante los 90s. Anterior a ello tuvo un importante reconocimiento en su país natal como líder y compositor de la banda sueca Gyllene Tider, entre los años 1977 a 1985 con cuatro discos hasta su disolución, aunque tuvieron varios regresos, con giras y material discográfico, en 1996, 2004, 2013, 2019 y 2023.
En el año 2020 Billboard incluyó al artista sueco en el listado de 18 escritores / autores que tenían al menos 3 #1 desde el inicio del Billboard Hot 100 en el año 1958 hasta el momento de la publicación de ese listado, el 27 de octubre de 2020.

## Trayectoria profesional
Fue el fundador de Gyllene Tider en 1979 y junto con Marie Fredriksson, fundó Roxette en 1986.
También participó con el cantante sueco Nisse Hellberg en el proyecto The Lonely Boys en 1995.

## Discografía

### Álbumes
Álbums de estudio
| Año  | Álbum                                    | Máxima posición | Máxima posición | Máxima posición | Certificación |
| Año  | Álbum                                    | SWE             | BEL             | NOR             | Certificación |
| ---- | ---------------------------------------- | --------------- | --------------- | --------------- | ------------- |
| 1983 | Per Gessle                               | 5               | —               | —               | —             |
| 1985 | Scener                                   | 39              | —               | —               | —             |
| 1997 | The World According to Gessle            | 1               | 45              | 35              | Oro           |
| 2003 | Mazarin                                  | 1               | —               | 6               | 5 × Platino   |
| 2005 | Son of a Plumber (como Son of a Plumber) | 1               | —               | —               | Platino       |
| 2007 | En händig man                            | 1               | —               | 36              | 3 × Platino   |
| 2008 | Party Crasher                            | 2               | —               | —               | Platino       |
| 2014 | The Per Gessle Archives                  | 7               | —               | —               | —             |
| 2017 | En vacker natt                           | 1               | —               | —               | —             |
| 2017 | En vacker dag                            | 2               | —               | —               | —             |
| 2018 | Small Town Talk                          | 5               | —               | —               | —             |
| 2019 | Mind Control (como Mono Mind)            | —               | —               | —               | —             |
| 2020 | Gammal kärlek rostar aldrig              | 1               | —               | —               | —             |

Directos, recopilatorios y bandas sonoras
| Año  | Álbum                                            | Máxima posición | Certificación |
| Año  | Álbum                                            | SWE             | Certificación |
| ---- | ------------------------------------------------ | --------------- | ------------- |
| 2009 | Gessle Over Europe                               | 24              | —             |
| 2011 | Original album serien (5-CD Box Set)             | 50              | —             |
| 2013 | Small Apartments (The Motion Picture Soundtrack) | 37              | —             |
| 2017 | En vacker kväll – Live sommaren 2017             | 10              | —             |
| 2021 | Late Night Concert – Unplugged Cirkus            | 8               | —             |

- På väg, 1982–86 (1992)
  - Demos, 1982–86 (1992)
- Hjärtats trakt (1993)
- Hjärtats trakt – en samling (1997)
- Kung av sand – en liten samling 1983–2007 (2007)

### Sencillos
| Año  | Sencillo                                           | Máxima posición | Certificación |
| Año  | Sencillo                                           | SWE             | Certificación |
| ---- | -------------------------------------------------- | --------------- | ------------- |
| 1997 | "Do You Wanna Be My Baby?"                         | 1               | Gold          |
| 1997 | "Kix"                                              | 28              | —             |
| 1997 | "I Want You to Know"                               | 48              | —             |
| 2002 | "I Wanna Be Your Boyfriend"                        | 44              | —             |
| 2003 | "Här kommer alla känslorna (På en och samma gång)" | 1               | Platinum      |
| 2003 | "På promenad genom stan"                           | 20              | —             |
| 2003 | "Tycker om när du tar på mej"                      | 9               | —             |
| 2005 | "C'mon"/"Jo-Anna Says"                             | 5               | —             |
| 2006 | "Hey Mr. DJ"                                       | 23              | —             |
| 2006 | "I Like it Like That"                              | 47              | —             |
| 2007 | "En händig man"                                    | 1               | —             |
| 2007 | "Jag skulle vilja tänka en underbar tanke"         | 29              | —             |
| 2007 | "Pratar med min müsli (hur det än verkar)"         | 47              | —             |
| 2008 | "Silly Really"                                     | 1               | —             |
| 2008 | "I Didn't Mean to Turn You On"                     | 47              | —             |
| 2009 | "Sing Along"                                       | 41              | —             |
| 2017 | "Småstadsprat" (with Lars Winnerbäck)              | 72              | —             |
| 2018 | "Name You Beautiful" (featuring Helena Josefsson)  | —               | —             |
| 2020 | "Mamma/Pappa" (featuring Helena Josefsson)         | 72              | —             |

Mono Mind
| Año  | Sencillo                                  | Máxima posición | Máxima posición | Máxima posición | Máxima posición | Máxima posición  | Máxima posición | Certificación |
| Año  | Sencillo                                  | BEL Dance       | BEL BU          | FRA Radio       | US Dance        | US Dance Airplay | US EDM Digital  | Certificación |
| ---- | ----------------------------------------- | --------------- | --------------- | --------------- | --------------- | ---------------- | --------------- | ------------- |
| 2017 | "Save Me a Place" (Bridge & Mountain Mix) | —               | —               | —               | —               | 2                | 19              | —             |
| 2018 | "Save Me a Place" (Hugle Mix)             | 13              | 41              | 8               | —               | —                | —               | —             |
| 2018 | "LaLaLove"                                | —               | —               | —               | 21              | —                | —               | —             |

Otros singles
- 1983: "Om du har lust"
- 1985: "Blå december"
- 1985: "Galning"
- 1986: "Inte tillsammans, inte isär"

Hasta 2004, el álbum Mazarin fue cinco veces disco platino en Suecia. The world according to Gessle, Party crasher y Son of a plumber son sus únicos discos en inglés. Los demás discos están grabados en sueco. Per Gessle y Scener fueron relanzados juntos en un álbum demo en 1992, con el nombre de På Väg. En 1997, Hjärtats Trakt fue relanzado. A Mazarin y En händig man les han seguido dos giras en verano en 2003 y 2007 respectivamente.
Desde Mazarin, Gessle trabaja con una banda estable en la que figuran Clarence Öfwerman, Christoffer Lundquist, Helena Josefsson, Jens Jansson y Magnus Börjeson.